# Travaillan
Travaillan é uma comuna francesa na região administrativa da Provença-Alpes-Costa Azul, no departamento de Vaucluse. Estende-se por uma área de 17,65 km². Em 2010 a comuna tinha 730 habitantes (densidade: 41,4 hab./km²).